# Anabarilius polylepis
Anabarilius polylepis је зракоперка из реда Cypriniformes. 

## Угроженост
Ова врста се сматра угроженом.

## Распрострањење
Ареал врсте је ограничен на једну државу. 
Кина (тачније провинција Јунан) је једино познато природно станиште врсте.

## Станиште
Станишта врсте су језера и језерски екосистеми и слатководна подручја. 